# Guifré de Besalú (évêque de Besalú)
Guifré de Besalú ou Guifred de Besalú a été évêque de Besalú de 1017 à 1021 puis évêque de Carcassonne de 1031 à 1054.

## Biographie

### Famille
Guifré est un fils cadet du comte Bernard Taillefer et de Adélaïde Doda, fille de Guillaume Ier de Provence, marquis de Provence. Il a quatre frères dont Guillem Ier de Besalu et deux sœurs. Il est le neveu de l'évêque de Vic Oliba et le cousin germain de Guifred de Cerdagne, archevêque de Narbonne.

### L'érection de l'évêché de Besalú
Les comtes de Cerdagne-Besalú, proches de Rome, ont tenté diverses expériences politiques pour s'émanciper de leurs voisins les comtes de Barcelone : le comte-évêque Miron III de Besalú a ainsi par exemple cumulé la gestion de son comté avec l'épiscopat de Gérone en 971. 
En 1017, Bernard Taillefer obtient du pape Benoît VIII la création d'un évêché sur ses territoires (les comtés de Besalú, Cerdagne, Conflent, Fenouillèdes, Berga, Ripoll) dont le siège se trouve dans l'église Sainte-Marie de Besalú et à la tête duquel il fait nommer son fils Guifré. L'évêché est largement doté par le comte et par ses vassaux,, notamment grâce à la dissolution du couvent de Sant Joan de les Abadesses dont les moniales sont accusées de prostitution. L'évêché disparaît à la suite de la mort du comte en 1021. Guifré continue néanmoins de porter le titre d'évêque. 

### Élection à l'évêché de Carcassonne
Avec l'accord de son cousin homonyme l'archevêque Guifré, il est élu évêque de Carcassonne en 1031. En 1045, il consacre l'église de l'abbaye de Saint-Martin-Lys, sous l'autorité de l'archevêque Guifred de Cerdagne, de son oncle le célèbre évêque Oliba de Besalù, ainsi que des évêques d'Elne, Béziers, Urgell, Gérone et Couserans.